# 石坝水库 (富源)
石坝水库是中国云南省曲靖市富源县境内的一座水库，位于块泽河上，建于1957年。水库正常库容为2625万立方米，集雨面积为26平方千米，海拔为2057.28米。